# ماتياس ليرش
ماتياس ليرش (بالألمانية: Matyáš Lerch)‏ (20 فبراير 1860 - 3 أغسطس 1922)  عالم رياضيات تشيكي نشر حوالي 250 ورقة، معظمها عن التحليل الرياضي ونظرية الأعداد . درس في براغ وبرلين ، وشغل مناصب التدريس في المعهد التقني التشيكي في براغ ، وجامعة فريبورغ في سويسرا ، والمعهد التقني التشيكي في برنو ، وجامعة ماساريك في برنو.كان أول أستاذ رياضيات في جامعة مساريك عندما تأسست عام 1920.
في عام 1900 ، حصل على الجائزة الكبرى لأكاديمية العلوم الفرنسية لعمله النظري العددي. 